# Museo de Ulm
El Museo de Ulm (en alemán: Museum Ulm), fundado en 1924, es un museo de arte y arqueología, así como de la historia de la ciudad, es decir, de la cultura de la ciudad de Ulm. A sus exposiciones pertenecen la colección arqueológica de descubrimientos de la prehistoria y la protohistoria   de los alrededores de Ulm (entre ellos el "Hombre león"), la pintura y escultura del Gótico tardío y del Renacimiento tanto de Ulm como de Suabia del Norte. También hay testimonios de artesanía desde el siglo XVI hasta el XIX, en los que se recogen y se presentan las historias de la artesanía, los gremios y la ciudad de Ulm. El fundador y primer historiador del arte del Museo Ulmer fue desde el 1 de abril de 1924 el restaurador y profesor universitario Julius Baum. Según Erwin Treu: 

[...] comenzó la verdadera historia del museo. Así nació una institución a partir de un pequeño trabajo.
Kataloge des Ulmer Museum, Katalog I, Bildhauerei und Malerei vom 13. Jahrhundert bis 1600

.

## Colección

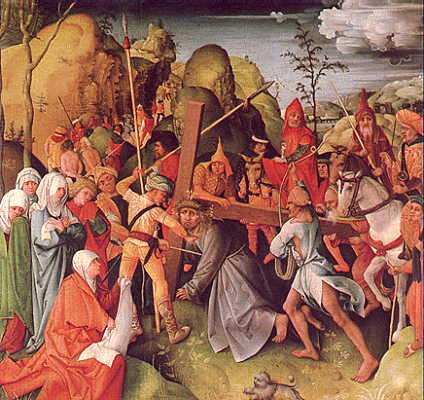
Kreuztragung (Cristo llevando la cruz), de Jörg Stocker. Museo Ulmer.

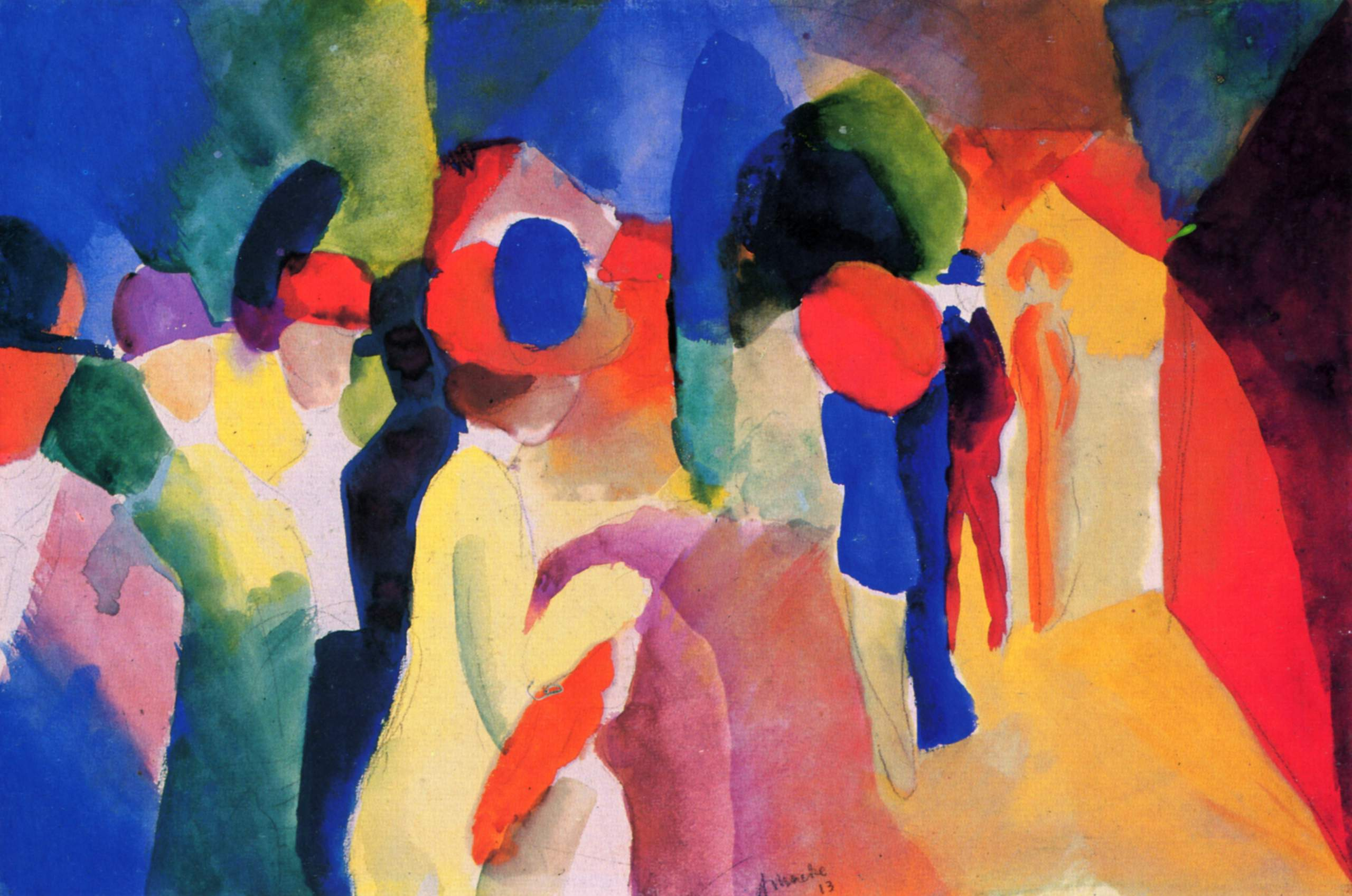
No solo la acuarela de 1913 Mit gelber Jacke (Con chaqueta amarilla) de August Macke pertenece a la colección del Museo Ulmer, sino también otras obras representativas de los siglos y.

Muchos representantes importantes de la Escuela de arte de Ulm exhiben sus obras en este museo.  Todo el desarrollo del arte gótico tardío de Meister Hartmann y Hans Multscher sobre Martin Schaffner, Hans Schüchlin, Jörg Stocker, Niklaus Weckmann, Bartholomäus Zeitblom hasta Daniel Mauch se muestra en valiosas obras expuestas en el museo. El paisaje cultural del gótico tardío de la cultura suaba y de Algovia también se ha representado en obras de Bernhard Strigel y otros artistas, lo que ofrece una buena oportunidad para realizar comparaciones y estudios de estilo.
También pertenecen a la colección obras representativas de los siglos XX y XXI, como los trabajos de Paul Klee, Ernst Ludwig Kirchner, August Macke y Franz Marc.
El museo presenta a menudo exposiciones temáticas especiales, que hacen visible el complicado contexto del gótico tardío con la ciudad de Ulm. Los focos de la investigación se constituyen al mismo tiempo alrededor de las familias de artistas de Hans Multscher, Jörg Syrlin (el Viejo), Jörg Syrlin (el Joven), Michel Erhart, Gregor Erhart y Daniel Mauch.

Desde el 14 de noviembre de 1999 podemos visitar la nueva exposición «arte europeo y americano posterior a 1945» localizada en la sección anexa. Asimismo, próximamente se inaugurará una exposición temporal de litografías del siglo XX que pertenecen al estilo clásico moderno .

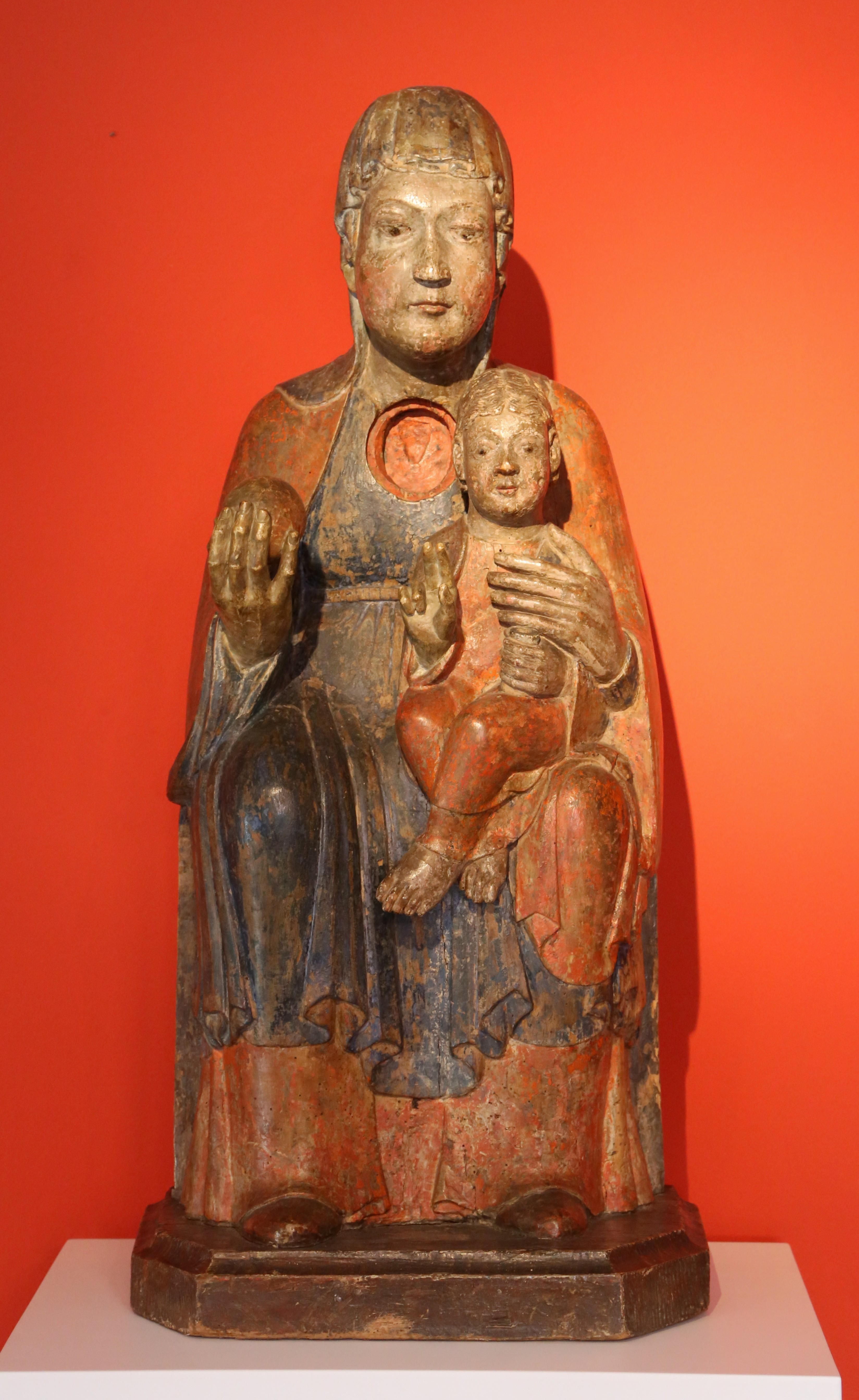
Thronende Maria mit Kind (Virgen María con Niño), Suabia del Norte. Siglo XIII, madera de tilo.
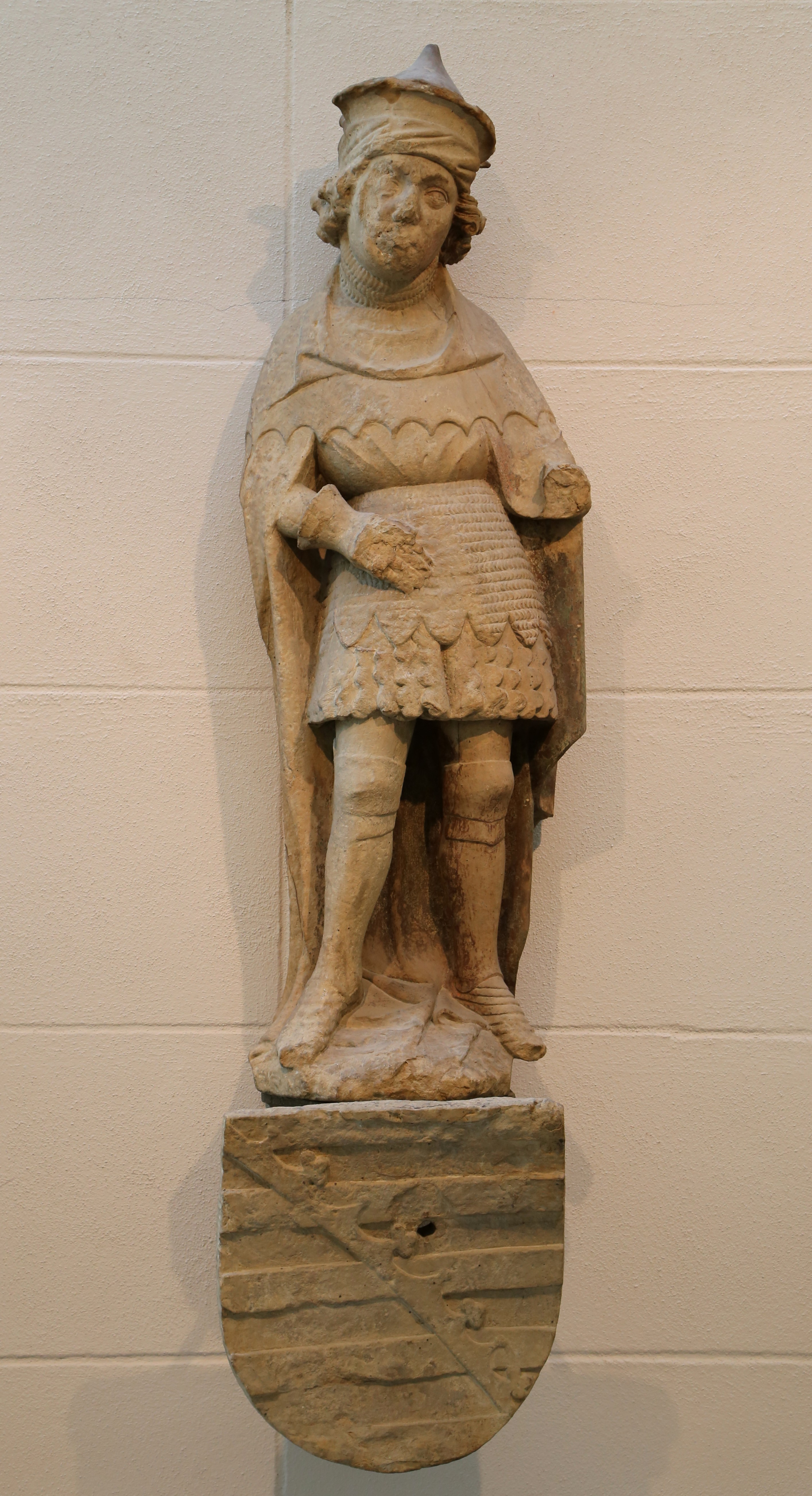
Der Herzog von Sachsen (El duque de Sajonia), de Meister Hartmann. Ulm. Arenisca, 1420-25.
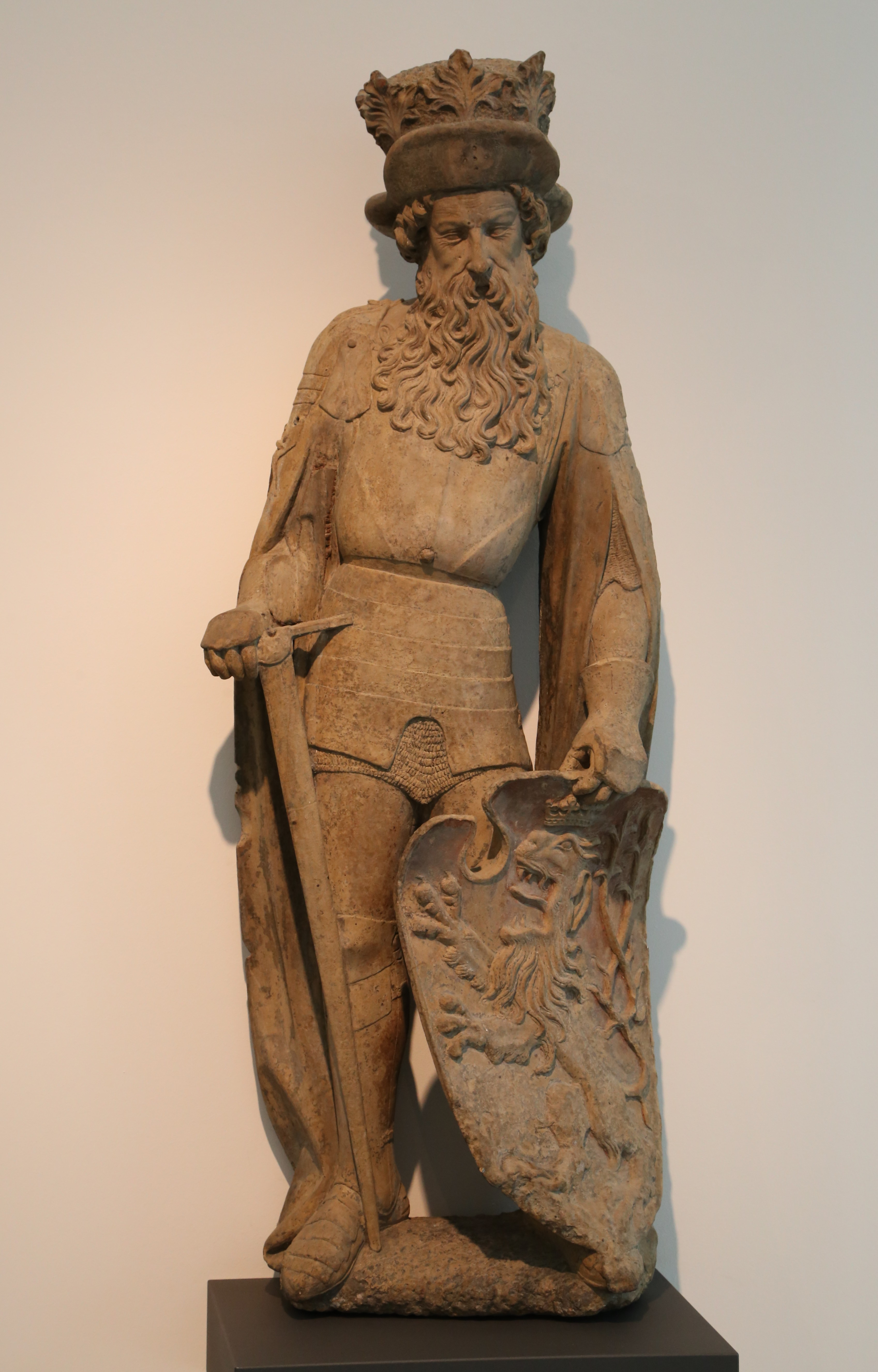
Der König von Böhmen (El rey de Bohemia), de Hans Multscher. Ulm. Arenisca, 1427-33.
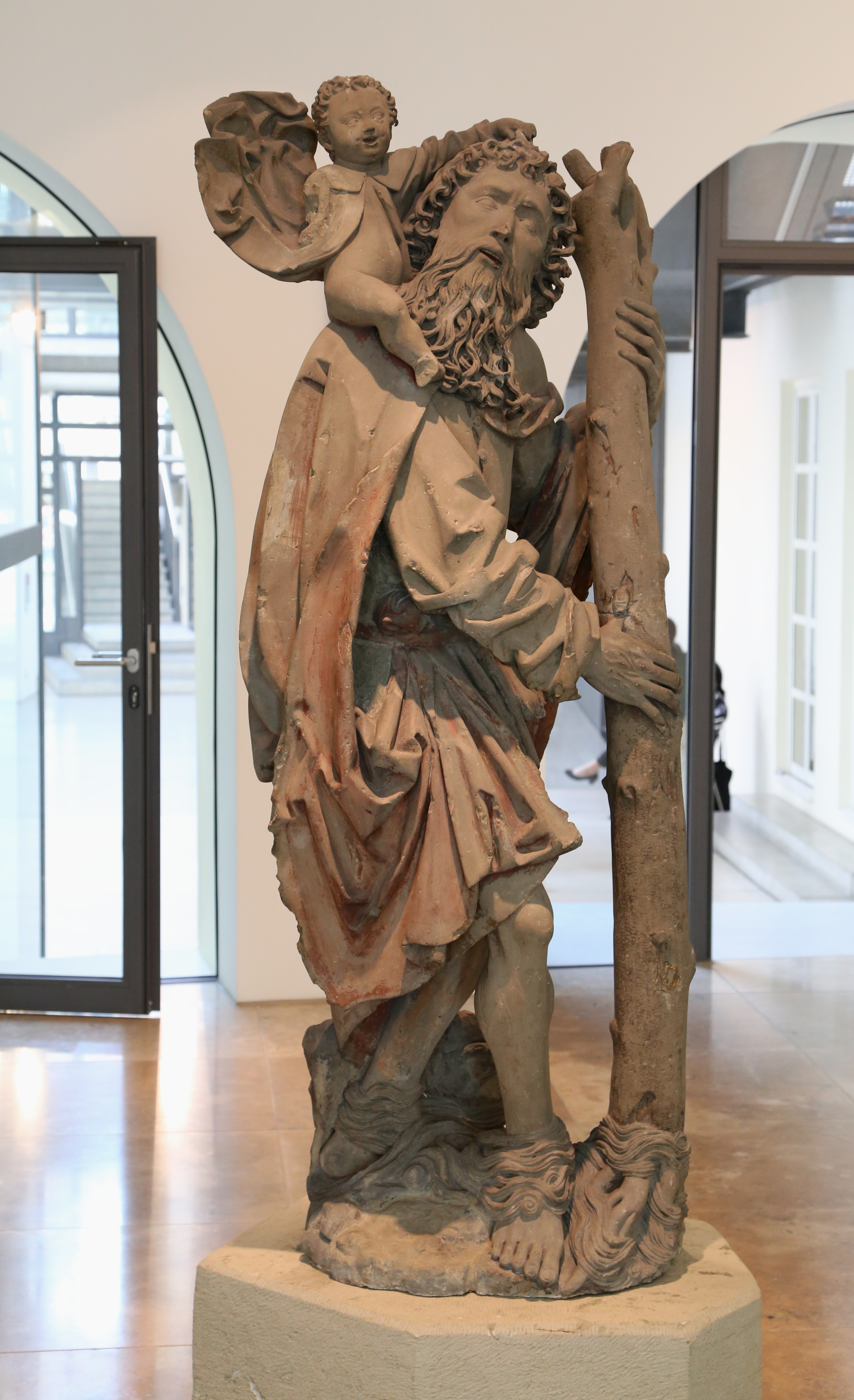
Der Hl. Christophoros (San Cristóbal), de Michel Erhart. Ulm. Arenisca, 1480.
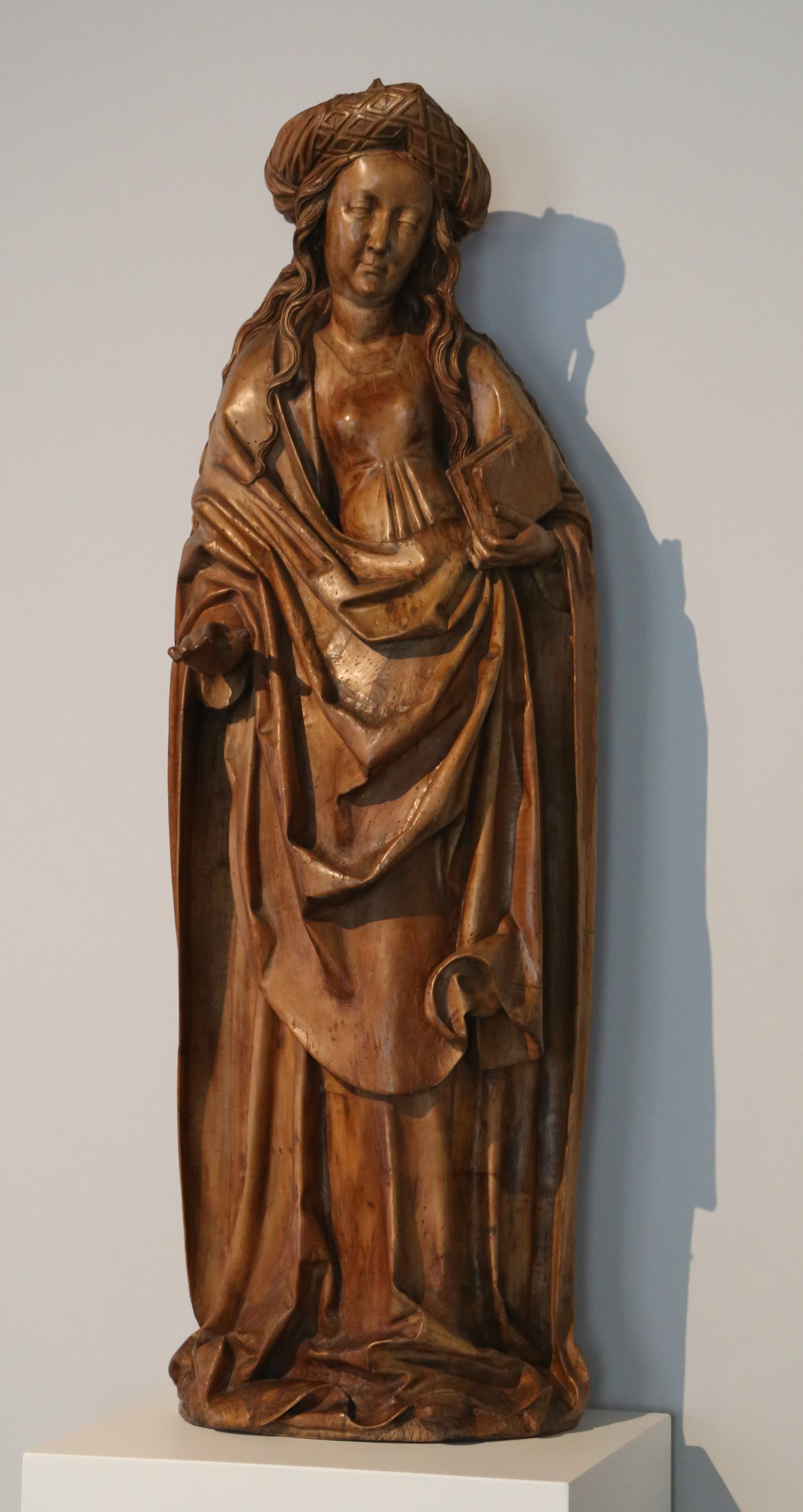
Hl. Katharina (Santa Catalina), de Niklaus Weckmann. Ulm. Madera de tilo, 1510.
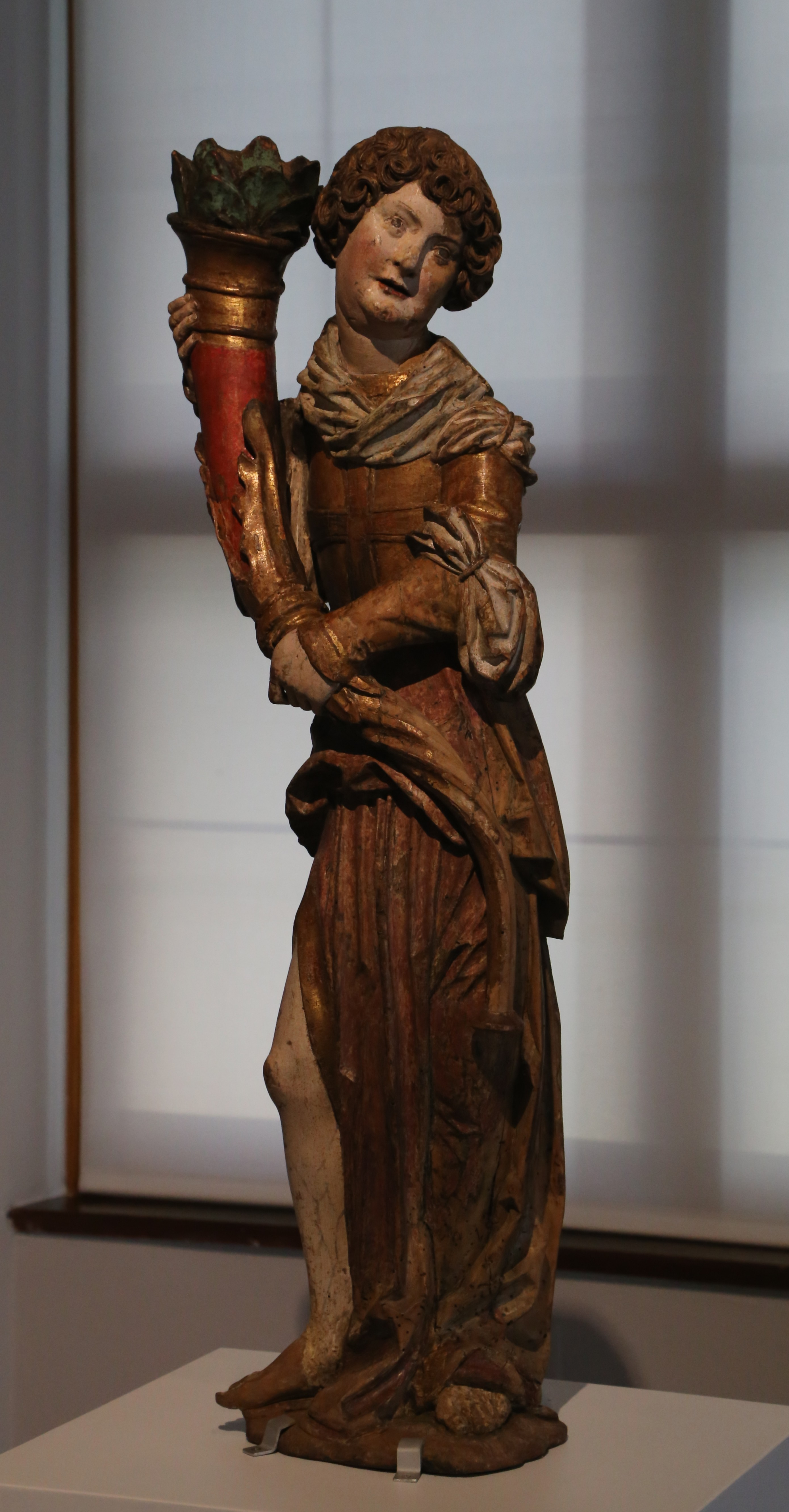
Stehender Engel mit Füllhorn (Ángel con el cuerno de la abundancia), de Daniel Mauch. Ulm. Madera de tilo, 1520.

## Asociación de amigos del Museo Ulmer
La asociación «Amigos del Museo Ulmer», cuyo nombre oficial es Freunde des Ulmer Museums e. V., se fundó en 1982. Respalda los intereses particulares del museo y fomenta la realización de proyectos de investigación.